# Xystrocera natalensis
Xystrocera natalensis är en skalbaggsart som beskrevs av Ferreira 1954. Xystrocera natalensis ingår i släktet Xystrocera och familjen långhorningar. Inga underarter finns listade i Catalogue of Life.